# CI Games
CI Games SA （前身是City Interactive SA）是一家波兰電子游戏开发商和電子遊戲發行商，总部位于华沙。堕落之王以及狙击手：幽灵战士是該公司的作品。 

## 历史
City Interactive 成立于 2002 年，當時由三家電子游戏公司Lemon Interactive、We Open Eyes 和 Tatanka合并而成：。  2007年，City Interactive又與与 Oni Games以及Detalion Art 合并。 同年，City Interactive首次公开募股，並在华沙证券交易所上市。 2013年，City Interactive更名为CI Games。 